# Centrioncus decellei
Centrioncus decellei är en tvåvingeart som beskrevs av Feijen 1983. Centrioncus decellei ingår i släktet Centrioncus och familjen Diopsidae.
Artens utbredningsområde är Elfenbenskusten. Inga underarter finns listade i Catalogue of Life.